# Édouard d'Anhalt
Édouard-Georges-Guillaume, né à Dessau le 18 avril 1861, mort à Berchtesgaden le 13 septembre 1918, est duc d'Anhalt pendant quelques mois en 1918.

## Biographie

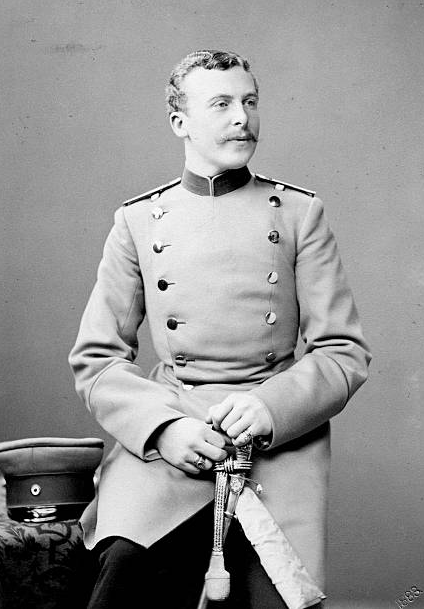
Le prince Eduard en 1883.

Il est le troisième fils du duc Frédéric Ier et d'Antoinette de Saxe-Altenbourg.
Il succède à son frère aîné, Frédéric II, mort sans descendance le 21 avril 1918, mais il meurt à son tour quelques mois plus tard.
Son fils, Joachim-Ernest, lui succède, sous la régence de son frère cadet, Aribert.

## Mariages et descendance
Édouard épouse Louise-Charlotte de Saxe-Altenbourg (1873-1953), fille du prince Maurice-François de Saxe-Altenbourg, le 6 février 1895 à Altenbourg. Ils ont six enfants :
- Frédérique (1896-1896) ;
- Léopold (1897-1898) ;
- Marie-Auguste (1898-1983), épouse en 1916 le prince Joachim de Prusse ;
- Joachim-Ernest (1901-1947), dernier duc d'Anhalt ;
- Eugène (1903-1980) ;
- Wolfgang (1912-1936).